# V801SH
V801SHは、シャープが開発し、ボーダフォン日本法人（現ソフトバンクモバイル）が販売するW-CDMA通信方式のボーダフォングローバルスタンダード（現 3G）サービスを利用可能な携帯電話端末である。2004年4月発売開始。2008年7月で使用不能となる。

## 特徴
一世代前のJ-SH53とほぼ同性能で、Vアプリ（現S!アプリ）が100Kまでであること以外は当時としてはフルスペックな「全部入り」ケータイであった。しかし価格が高価でありVGS端末であったためかあまり売れなかった。なおVGSはVodafone 3G（現Softbank 3G）と違い2G向けのサービスが利用可能である。3G対応のコンテンツが2G対応のコンテンツより少なかった当時3Gの高速な通信速度で2Gの豊富なコンテンツが利用できる端末として一部で注目を集めた。

## 使用不能となる問題
ソフトバンクが行っているネットワークに対する新ソフトウェアの導入に伴い、2008年4月の神奈川県・福岡県をはじめ日本全国でネットワークに接続できなくなることが判明した。新ソフトウェアの内容で対応していないことが原因で、同年8月には全国で使用できなくなる。携帯電話端末のソフトウェア自体の問題ではないため、ユーザーが対処する方法は機種変更しかない。そのためソフトバンクはユーザーにDMを送付する。
ソフトバンクモバイル公式発表